# Carola Anding
Carola Jacob z d. Anding (ur. 29 grudnia 1960 w Struth-Helmershof) – niemiecka biegaczka narciarska reprezentująca barwy NRD, złota medalistka olimpijska oraz brązowa medalistka mistrzostw świata.

## Kariera
Igrzyska olimpijskie w Lake Placid w 1980 r. były jej olimpijskim debiutem. Wraz z Marlies Rostock, Barbarą Petzold i Veroniką Hesse triumfowała w sztafecie 4 × 5 km. W swoim najlepszym indywidualnym starcie na tych igrzyskach, w biegu na 10 km stylem klasycznym zajęła 12. miejsce. Cztery lata później, podczas igrzysk olimpijskich w Sarajewie jej najlepszym indywidualnym wynikiem było 24. miejsce w biegu na 10 km techniką klasyczną. Wraz z koleżankami z reprezentacji zajęła 8. miejsce w sztafecie.
Startowała także na mistrzostwach świata w Oslo w 1982 r. Wspólnie z Petrą Sölter, Barbarą Petzold i Veroniką Schmidt wywalczyła tam brązowy medal w sztafecie 4 × 5 km. Jej najlepszym indywidualnym wynikiem było 16. miejsce w biegu na 10 km techniką dowolną. Na kolejnych mistrzostwach już nie startowała. W 1979 roku wzięła udział w mistrzostwach świata juniorów w Mont-Sainte-Anne, gdzie była trzecia w biegu na 5 km, a w sztafecie zwyciężyła.
Na mistrzostwach NRD zdobywała srebrne medale w biegu na 5 km w latach 19801 1981 i 1982, w biegu na 10 km w latach 1980 i 1981 oraz brązowe medale na 5 km w 1979 r. na 10 km w 1984 r. i na 15 km w 1980 r. W 1986 r. wywalczyła swój jedyny złoty medal zostając mistrzynią NRD w biegu na 15 km.
Jej mąż – Matthias Jacob reprezentował NRD w biathlonie.

## Osiągnięcia

### Igrzyska olimpijskie
| Miejsce | Dzień     | Rok  | Miejscowość | Konkurencja             | Czas biegu | Strata   | Zwyciężczyni          |
| ------- | --------- | ---- | ----------- | ----------------------- | ---------- | -------- | --------------------- |
| 12.     | 18 lutego | 1980 | Lake Placid | 10 km stylem klasycznym | 30:31,54   | +1:14,29 | Barbara Petzold       |
| 1.      | 21 lutego | 1980 | Lake Placid | Sztafeta 4 × 5 km       | 1:02:11,10 | -        | -                     |
| 24.     | 9 lutego  | 1984 | Sarajewo    | 10 km stylem klasycznym | 31:44,2    | +2:49,1  | Marja-Lisa Hämälainen |
| 21.     | 12 lutego | 1984 | Sarajewo    | 5 km stylem klasycznym  | 17:04,0    | +13,7    | Marja-Lisa Hämälainen |
| 8.      | 15 lutego | 1984 | Sarajewo    | Sztafeta 4 × 5 km       | 1:06:49,7  | +4:21,0  | Norwegia              |
| 30.     | 18 lutego | 1984 | Sarajewo    | 20 km stylem klasycznym | 1:01:45,0  | +5:42,8  | Marja-Lisa Hämälainen |

### Mistrzostwa świata
| Miejsce | Dzień     | Rok  | Miejscowość | Konkurencja           | Czas biegu | Strata | Zwyciężczyni |
| ------- | --------- | ---- | ----------- | --------------------- | ---------- | ------ | ------------ |
| 16.     | 19 lutego | 1982 | Oslo        | 10 km stylem dowolnym | 29:25,9    | -      | Berit Aunli  |
| 20.     | 21 lutego | 1982 | Oslo        | 5 km stylem dowolnym  | 14:30,2    | -      | Berit Aunli  |
| 3.      | 24 lutego | 1982 | Oslo        | Sztafeta 4 × 5 km     | 1:02:15,9  | +41,4  | Norwegia     |

### Mistrzostwa świata juniorów
| Miejsce | Dzień     | Rok  | Miejscowość      | Konkurencja            | Czas biegu | Strata | Zwyciężczyni    |
| ------- | --------- | ---- | ---------------- | ---------------------- | ---------- | ------ | --------------- |
| 3.      | 16 lutego | 1979 | Mont-Sainte-Anne | 5 km stylem klasycznym | 16:25,64   | +15,80 | Marlies Rostock |
| 1.      | 18 lutego | 1979 | Mont-Sainte-Anne | Sztafeta 3 × 5 km      | 50:00,19   | -      | -               |

### Puchar Świata

#### Miejsca w klasyfikacji generalnej
- sezon 1981/1982: 31.
- sezon 1983/1984: 26.
- sezon 1985/1986: 13.

#### Miejsca na podium
| Nr | Data             | Miejscowość | Konkurencja           | Czas biegu | Strata | Pozycja | Zwyciężczyni |
| -- | ---------------- | ----------- | --------------------- | ---------- | ------ | ------- | ------------ |
| 1. | 11 stycznia 1986 | Les Saisies | 10 km stylem dowolnym | ?          | ?      | 2.      | Gaby Nestler |